# Matrimonio igualitario en Wisconsin
El matrimonio igualitario en Wisconsin es legal desde el 6 de octubre de 2014, a raíz de la resolución de una demanda contra la prohibición impuesta por el estado sobre el matrimonio entre personas del mismo sexo. En ese día, la Corte Suprema de los Estados Unidos se negó a escuchar una apelación de un fallo de un tribunal federal que encontró incosntitucional la prohibición de Wisconsin sobre el matrimonio entre personas del mismo sexo. Las parejas del mismo sexo comenzaron progresivamente a casarse en los condados de Wisconsin después de la publicación de la orden del tribunal.
La Constitución de Wisconsin tenía el reconocimiento de exclusión del matrimonio entre personas del mismo sexo y prohibía el establecimiento de un estatuto jurídico similar con otro nombre desde 2006, cuando el 59% de los votantes ratificó una enmienda constitucional que definía el matrimonio a fin de excluir a las parejas del mismo sexo. La Constitución y los estatutos del estado contenían previamente que no había restricciones similares. Una demanda federal presentada en febrero de 2014,  Wolf vs Walker, desafiaba la negativa de Wisconsin a conceder licencias de matrimonio a parejas del mismo sexo, su negativa a reconocer los matrimonios entre personas del mismo sexo establecidos en otras jurisdicciones, y estatutos relacionados. En junio de 2014, el juez Barbara Crabb del Tribunal de Distrito para el Distrito Oeste de Wisconsin gobernado por los demandantes y en la semana antes de que ella se quedó a sus secretarios de condado de decisión en 60 de 72 condados del estado de las licencias de matrimonio a parejas del mismo sexo y algunas ceremonias de matrimonio realizadas para ellos. La fiscalía apeló la decisión de la Séptimo Tribunal de Circuito de Apelaciones, que afirmaba su decisión el 4 de septiembre y posteriormente permanecíaen ejecución de su sentencia hasta que la Corte Suprema de los Estados Unidos decidieron si considerar el caso.

## Opinión pública
Las encuestas de opinión pública desde que los votantes aprobaron la enmienda constitucional en 2006 informan de una tendencia a favor del reconocimiento legal de las parejas del mismo sexo.